# Едріен Меткалф
Едріен Пітер Меткалф (англ. Adrian Peter Metcalfe; нар. 2 березня 1942 — пом. 2 липня 2021)  — британський легкоатлет, яка спеціалізувався у бігу на короткі дистанції. Тележурналіст.

## Із життєпису
Срібний призер Олімпійських ігор в естафеті 4×400 метрів (1964).
Срібний призер чемпіоната Європи в естафеті 4×400 метрів (1962).
Чемпіон Універсіади у бігу на 400 метрів та в естафеті 4×400 метрів (1963).
Срібний призер Ігор Британської імперії та Співдружності в естафеті 4×440 ярдів (1962).
Чемпіон Британії у бігу на 440 ярдів (1961, 1963).
Ексрекордсмен Європи в естафеті 4×400 метрів (3.01,6h; 1964)
Ексрекордсмен Британії у бігу на 400 метрів (45,7h; 1961).
По закінченні змагальної кар'єри, працював телекоментатором на каналі ITV, згодом очолював спортивний напрямок на Channel 4 та брав участь у запуску мережі Eurosport. Паралельно обіймав низку посад в ІААФ.
Пішов з життя, маючи 79 років.

## Основні міжнародні виступи
| Рік  | Змагання                                  | Місто        | Місце | Дисципліна | Примітки |
| ---- | ----------------------------------------- | ------------ | ----- | ---------- | -------- |
| 1962 | Чемпіонат Європи                          | Белград      |       | 400 м      |          |
| 1962 | 2                                         | 4×400 м      |       |            |          |
| 1962 | Ігри Британської імперії та Співдружності | Перт         | 3заб3 | 440 ярдів  |          |
| 1962 | 2                                         | 4×440 ярдів  |       |            |          |
| 1963 | Універсіада                               | Порту-Алегрі | 1     | 400 м      |          |
| 1963 | 1                                         | 4×400 м      |       |            |          |
| 1964 | Олімпійські ігри                          | Токіо        | 4чф5  | 400 м      |          |
| 1964 | 2                                         | 4×400 м      |       |            |          |

## Визнання
- Офіцер Ордена Британської імперії (2001)